# Магеу
Магеу — традиційний південноафриканський безалкогольний напій серед багатьох народів чева/ньянджа, шона, ндебеле, нама койкхой і дамара, народів сото, народів тсвана та народів нгуні, виготовлений із ферментованої борошняної каші. Домашнє виробництво все ще широко практикується, але напій також доступний у багатьох супермаркетах, вироблений на заводах. Його смак здебільшого походить від молочної кислоти, яка утворюється під час бродіння, але комерційний магеу часто ароматизують і підсолоджують, подібно до комерційно доступного йогурту. Подібні напої виготовляють і в інших частинах Африки.
Назви
Магеу — це назва мови сетсвана. Інші народи мають подібні напої, що називаються: махеву (шона / чева / ньянджа), малеу (сесото), магау (намібійський хау) (койкой), мадлеке (тсонга), махеву, амаравеу (коса) або амахеву (зулу і північне написання ндебеле).

## Процес бродіння
Готують тонкий мелі (кукурудзяне борошно), до якого додають пшеничне борошно, що забезпечує закваску лактатпродукуючих бактерій. Суміш залишають для бродіння, як правило, у теплому місці. Пастеризація проводиться для продовження терміну зберігання.

## Поживність
За поживними властивостями він подібний до вихідного борошна, але глюкоза метаболізується до лактату під час бродіння. Комерційні препарати часто збагачують вітамінами та мінералами (у Південній Африці термін «збагачення» дозволений лише для конкретних, схвалених урядом програм харчування, наприклад, хліба). Хоча він зазвичай вважається безалкогольним, повідомлялося про дуже невеликі кількості (до 1 %) етанолу.